# VV Bleijerheide in het seizoen 1954/55
Het seizoen 1954/1955 was het eerste en enige jaar in het bestaan van de Kerkraadse betaaldvoetbalclub Bleijerheide. De club kwam uit in de Eerste klasse D en eindigde daarin op de 12e plaats. De competitie werd echter niet afgemaakt na de fusie tussen de KNVB en NBVB. Na het afgebroken seizoen fuseerde de club met Kerkrade tot Roda Sport.

## Wedstrijdstatistieken

### Eerste klasse D(afgebroken)
|       | ADO   | Brabantia | D.F.C. | Eindhoven | Emma  | Feijenoord | Juliana | LONGA | MVV   | NOAD  | Sparta | SVV |
| ----- | ----- | --------- | ------ | --------- | ----- | ---------- | ------- | ----- | ----- | ----- | ------ | --- |
| Thuis | –     | 2 – 0     | 1 – 2  | 0 – 2     | 1 – 6 | –          | –       | 1 – 2 | –     | –     | –      | –   |
| Uit   | 5 – 0 | –         | –      | –         | –     | –          | 2 – 2   | –     | 5 – 1 | 3 – 1 | –      | –   |

## Statistieken Bleijerheide 1954/1955

### Eindstand Bleijerheide in de Nederlandse Eerste klasse D 1954 / 1955 (afgebroken)
| Stand | Gespeeld | Gewonnen | Gelijk | Verloren | Punten | Doelpunten voor | Doelpunten tegen |
| ----- | -------- | -------- | ------ | -------- | ------ | --------------- | ---------------- |
| 12e   | 9        | 1        | 1      | 7        | 3      | 9               | 27               |

### Topscorers
| Competitie (afgebroken) \| # \| Naam \| \| \| ------ \| -------------- \| - \| \| 1. \| Juup Hoenen \| 2 \| \| 1. \| Jef Kisters \| 2 \| \| 1. \| Willy Smeets \| 2 \| \| 4. \| Frans Rutten \| 1 \| \| 4. \| L. Steinbusch \| 1 \| \| 4. \| Barthel Thomas \| 1 \| \| Totaal \| Totaal \| 9 \| |                |      |
| # | Naam           | Goal |
| 1. | Juup Hoenen    | 2    |
| 1. | Jef Kisters    | 2    |
| 1. | Willy Smeets   | 2    |
| 4. | Frans Rutten   | 1    |
| 4. | L. Steinbusch  | 1    |
| 4. | Barthel Thomas | 1    |
| Totaal | Totaal         | 9    |